# McPheeters Barracks

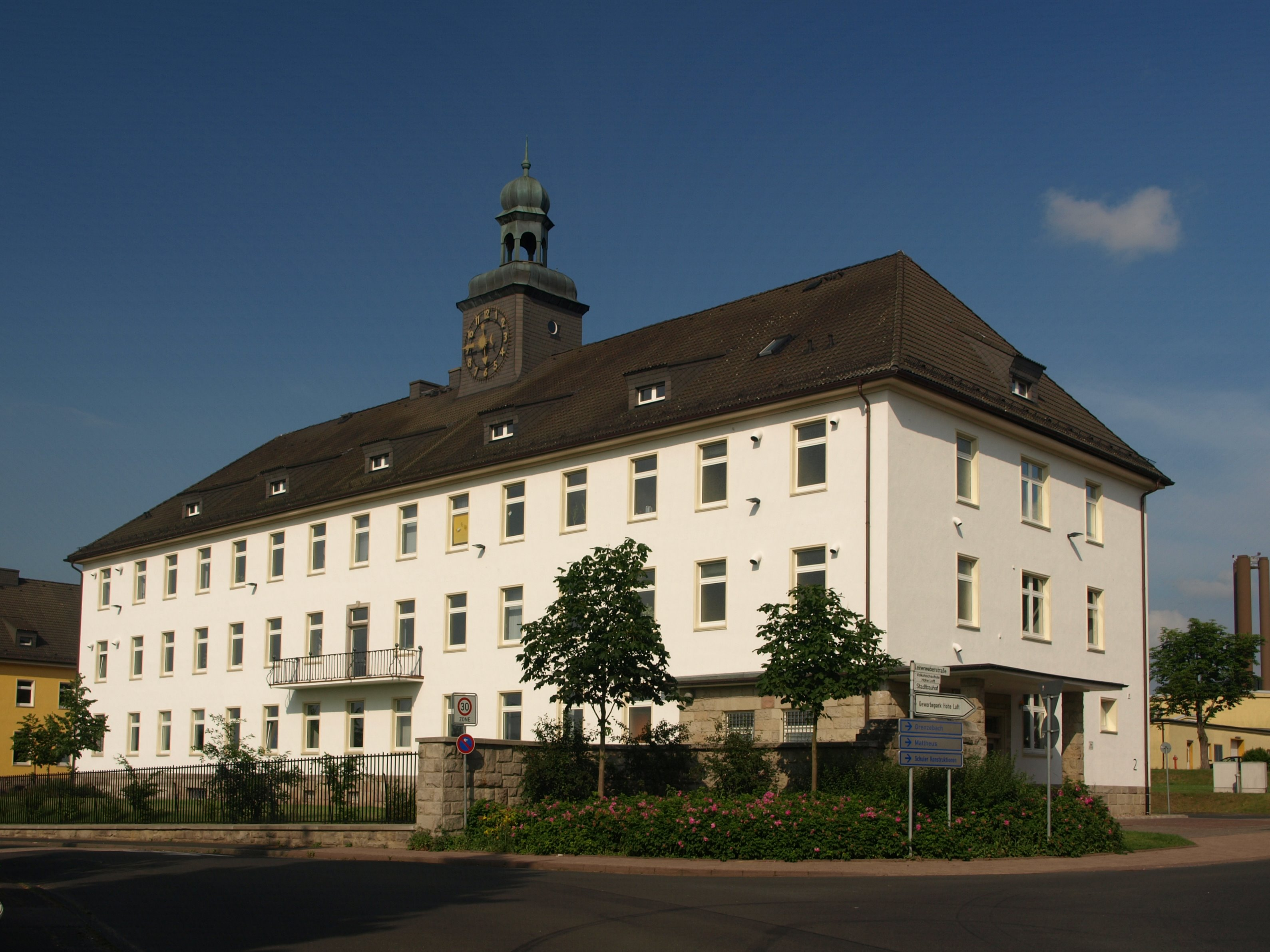
Das 1935 erbaute Stabsgebäude nach Umnutzung (2009)

McPheeters Barracks war die Bezeichnung einer von 1945 bis 1993 von der US-Armee genutzten Kasernenanlage in Bad Hersfeld. Sie war ab 1935 für die deutsche Wehrmacht errichtet worden. Bis 1945 hieß sie nach der Schlacht bei Langemarck „Langemarck-Kaserne“.

## Geschichte

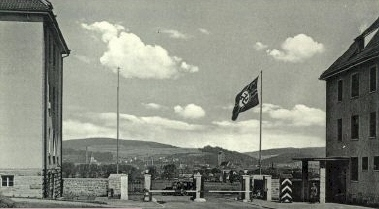
Blick vom Kaserneneingang auf die Stadt (Postkarte, ca. 1936)

### Wehrmacht
1935 wurde im Bad Hersfelder Stadtteil Hohe Luft, nahe der schon geplanten und 1940 fertiggestellten Autobahn, im Zuge der Aufrüstung der Wehrmacht ein Gebiet von ca. 9 ha für den Bau einer Kaserne abgesteckt. Sie diente der Kraftfahrersatzabteilung Nr. 9 des Heeres. Die Anlage bestand aus einem durch einen Dachreiter hervorgehobenen Stabsgebäude, einem Offiziersgebäude, drei Mannschaftsgebäuden, einem Wirtschaftsgebäude, einem Werkstattgebäude, einer Turnhalle und sechs Kfz-Hallen.

### U.S. Army
Am 31. März 1945 wurde die Stadt Bad Hersfeld von der Kampfgruppe B der 4. US-Panzerdivision eingenommen. Vom 10. bis zum 22. April 1945 befand sich in der Kaserne das Hauptquartier der 3. US-Armee unter General George S. Patton, der von dort das weitere Vorrücken nach Osten plante. Auch der General und spätere Präsident Dwight D. Eisenhower hielt sich zeitweilig in der Kaserne auf. Kurz danach zog das 7. US-Infanterieregiment in die Kaserne ein.
1946 folgte die 91. Schwadron der US-Constabulary, die nun Besatzungsaufgaben wahrnahm. Die Kaserne wurde 1948 nach einem im Zweiten Weltkrieg gefallenen Offizier des Bataillons „McPheeters Barracks“ benannt.
Ab 1950 entstand südlich der Kaserne das „McPheeters Village“, ein Wohnquartier für die Soldaten und ihre Familien. Es wurde mit Schulen, Clubräumen, Sporteinrichtungen, einem Einkaufszentrum mit Bank und Post, einer Bibliothek und einem Kino ausgestattet.
Während der Nutzung durch die U.S. Army fungierte die Kaserne überwiegend als Standort gepanzerter US-Kavallerie Regimenter (Armored Cavalry Regiment (ACR)). Durch Umflaggung vom 14. ACR auf das 11. ACR Blackhorse wurde Bad Hersfeld ab 1972 Standort der 3. Schwadron des 11th ACR Blackhorse (3rd Squadron 11th ACR Blackhorse). Die Kasernenanlage wurde zu diesem Zweck umfangreich modernisiert und erweitert. Es wurden dort 41 M1 Panzer und 36 Bradley-Schützenpanzer stationiert; die Hubschrauberkompanie wurde auf Schwadronstärke angehoben. Für die notwendigen Abstell- und Werkshallen wurde das Kasernengelände nach Osten um 8 ha erweitert. Auftrag der Einheiten war die Sicherung der innerdeutschen Grenze im höchst vulnerablen Abschnitt des sogenannten Fulda Gap. Ab Dezember 1991 wurde das 11th Armored Cavalry Regiment zur Teilnahme am Golfkrieg nach Kuweit und in die Türkei verlegt.
Im Sommer 1993 wurde der Stadt Bad Hersfeld mitgeteilt, dass das US-Verteidigungsministerium eine Auflösung der Garnison in Bad Hersfeld beschlossen habe. Die letzten Soldaten verließen die Kaserne im November 1993.

### Heutige Nutzung
Die Flächen fielen daraufhin an das Bundesvermögensamt. Um sie einer geordneten Verwertung zuzuführen, beauftragte die Stadt Bad Hersfeld die Hessische Heimstätte GmbH (heute „Wohnstadt Hessen GmbH“) mit einer städtebaulichen Untersuchung und Planung, auf deren Grundlage das Areal unter Erhaltung verwendbarer Gebäude städtebaulich entwickelt wurde. Dabei wurden die Wohnungen dem Mietwohnungsmarkt zugeführt. In den technischen Bereichen entstanden Gewerbeflächen und in die ehemaligen Unterkunftsgebäude zogen das Zollamt Bad Hersfeld, die Volkshochschule und Dienstleister ein.